# Solideo

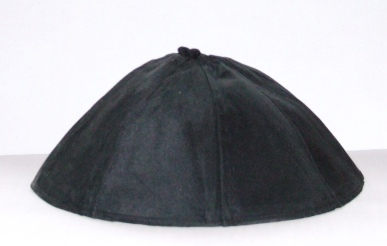
Een zwarte zuchetto

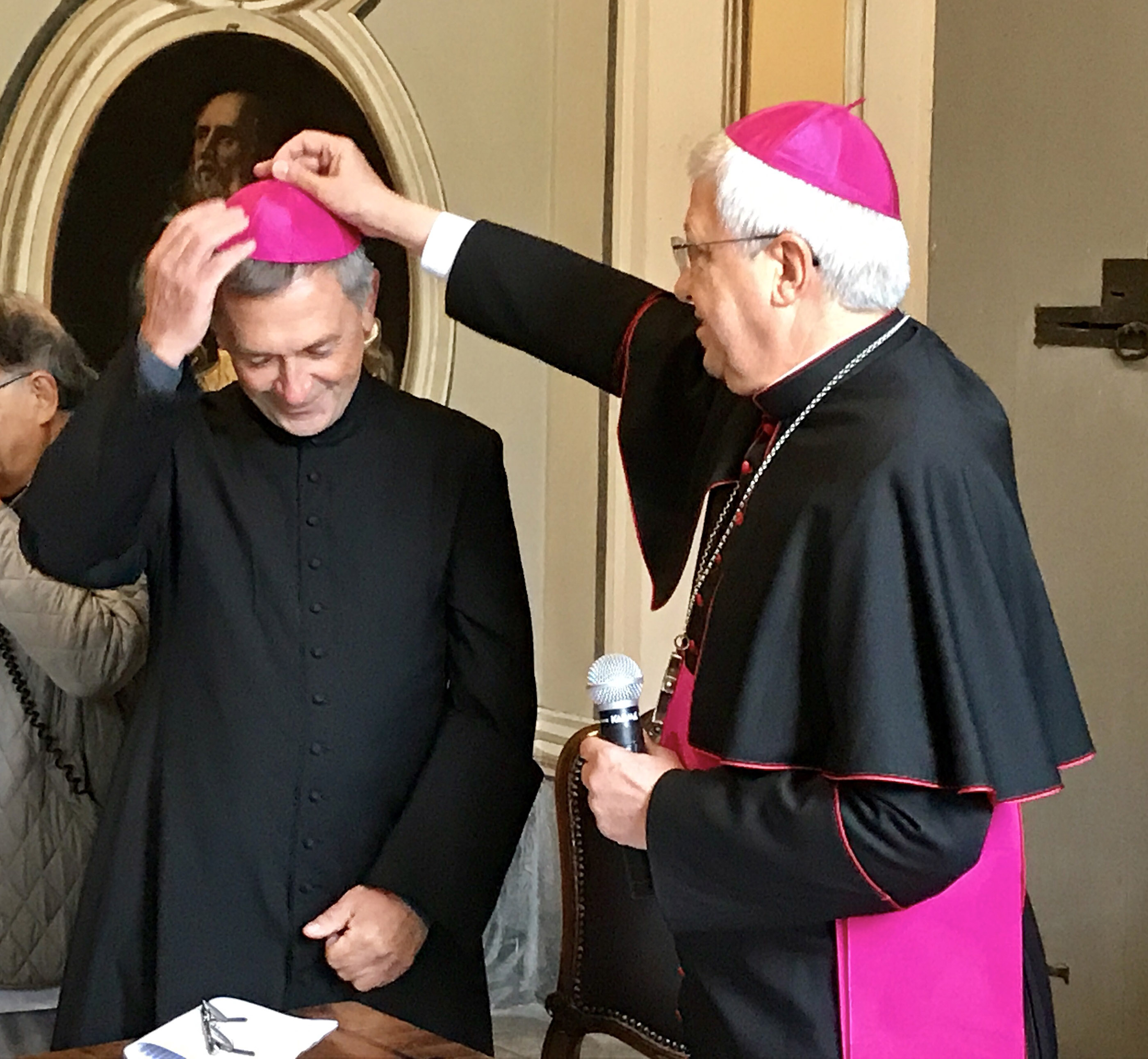
Nieuwe bisschop ontvangt paarse zuchetto

Een solideo, pileolus, zucchetto of calotta is een klein zijden hoofddeksel in de vorm van een bolkap, gedragen op de kruin door christelijke geestelijken in de Katholieke, Anglicaanse en Syrisch-Orthodoxe Kerk. Het mag worden gedragen door alle katholieken die de wijdingen hebben ontvangen, van diakens tot de paus. Historisch bedekte het de tonsuur. Bisschoppen en abten kunnen de solideo onder een baret dragen of – gedurende de liturgie – onder de mijter. De benaming 'soli deo' (lett. alleen voor God) ontstond, omdat dit hoofddeksel door de bisschop enkel wordt afgenomen voor het eucharistisch gebed, waarin de consecratie plaatsvindt en volgens katholieken Gods substantiële aanwezigheid onder de mensen komt. Andere benamingen zijn 'kalot' of 'solideetje'.

## Kleur
Bij de paus is de pileolus wit, bij kardinalen rood, bij bisschoppen, prelaten en abten 'nullius' paars en voor de overige priesters zwart. Ook voor de norbertijnen, ook wel witheren genaamd vanwege hun wit habijt, is de kleur wit. Een paarse pileolus maakt deel uit van de pontificalia.

## Memorabilia
Het is de traditie dat katholieke prelaten hun pileolus als souvenir wegschenken aan katholieke seminaries. Ook de paus kan zijn pileolus als geschenk geven, vaak wordt deze dan geruild. Paus Franciscus deed dit in 2013 op het St-Pietersplein met een seminarist van Providence College en tijdens een audiëntie, en Paus Benedictus schonk in 2010 een van zijn exemplaren aan een Mexicaanse delegatie. Deze exemplaren worden dan vaak bewaard met een authenticiteitscertificaat, of zegel van de bisschop. Als de prelaat heilig wordt verklaard, dan wordt de gebruikte zuchetto een reliek, na de dood van de drager.

## Symbool voor tegenstanders
De Franse revolutionairen gebruikten termen als calotinocratie en aristo-calotinocraten om de klerikale macht aan de kaak te stellen. Dit neologisme duidde op de heerschappij van de dragers van de calotte. Ook de kreet A bas la calotte! vond toen ingang. Ze was heel populair tijdens de strijd voor de scheiding van kerk en staat onder de Derde Franse Republiek.

## Afbeeldingen

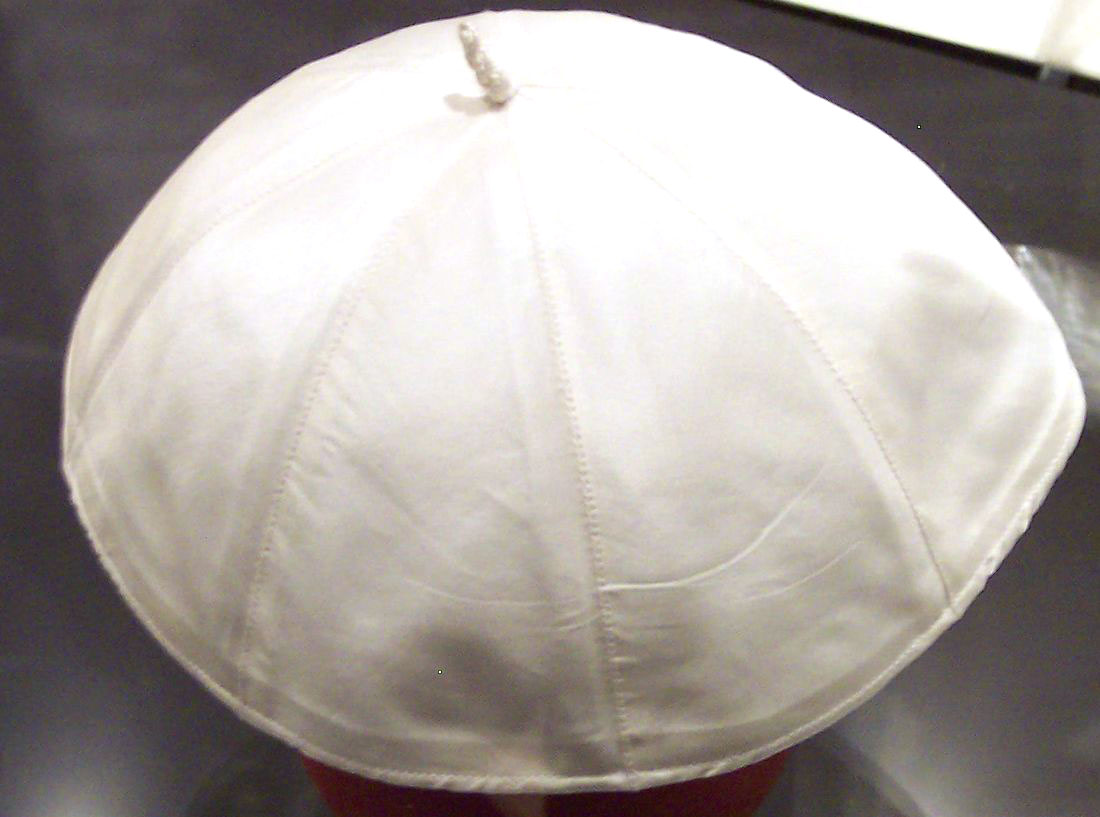
Een witte pileolus
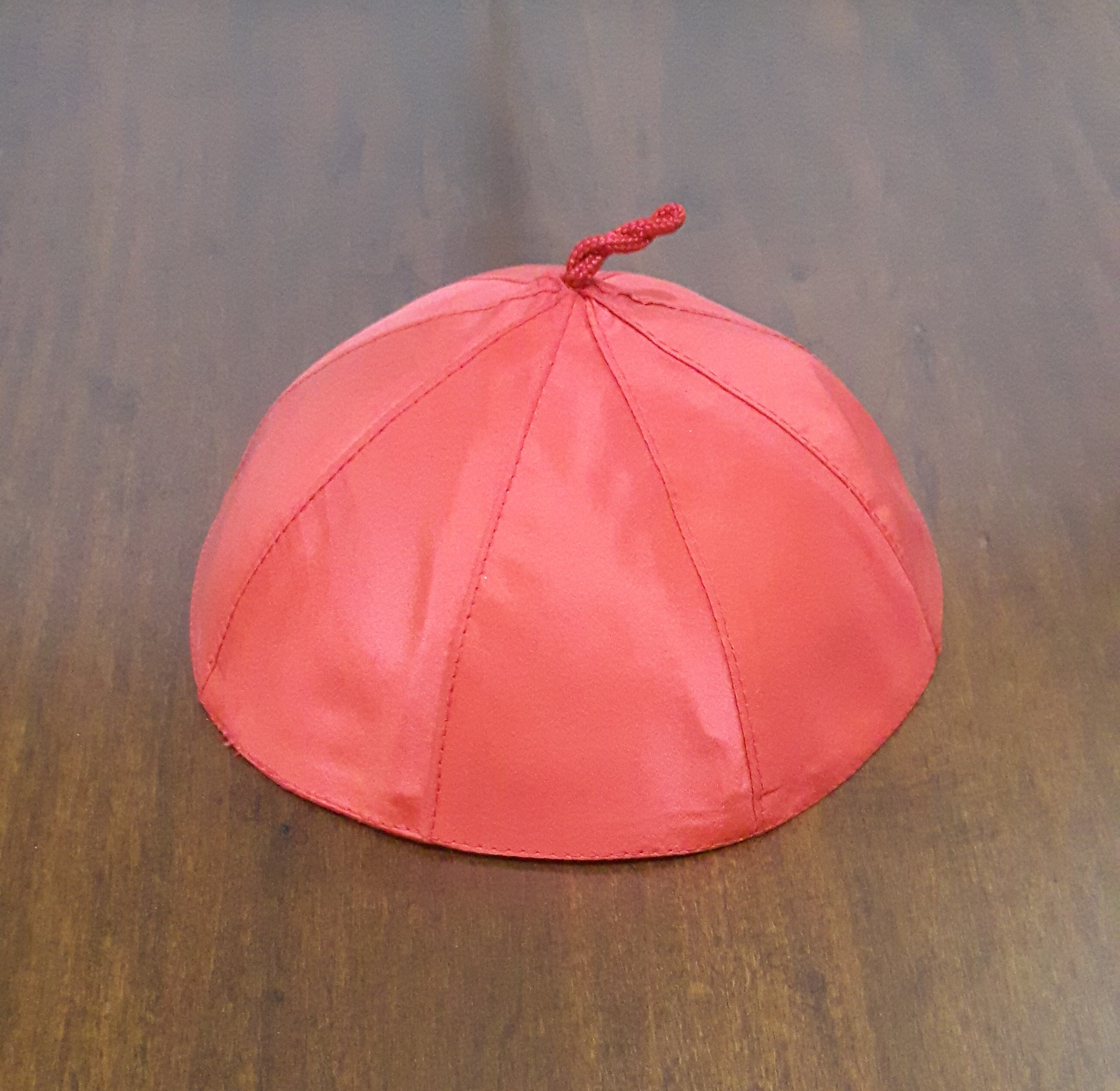
Een rode pileolus
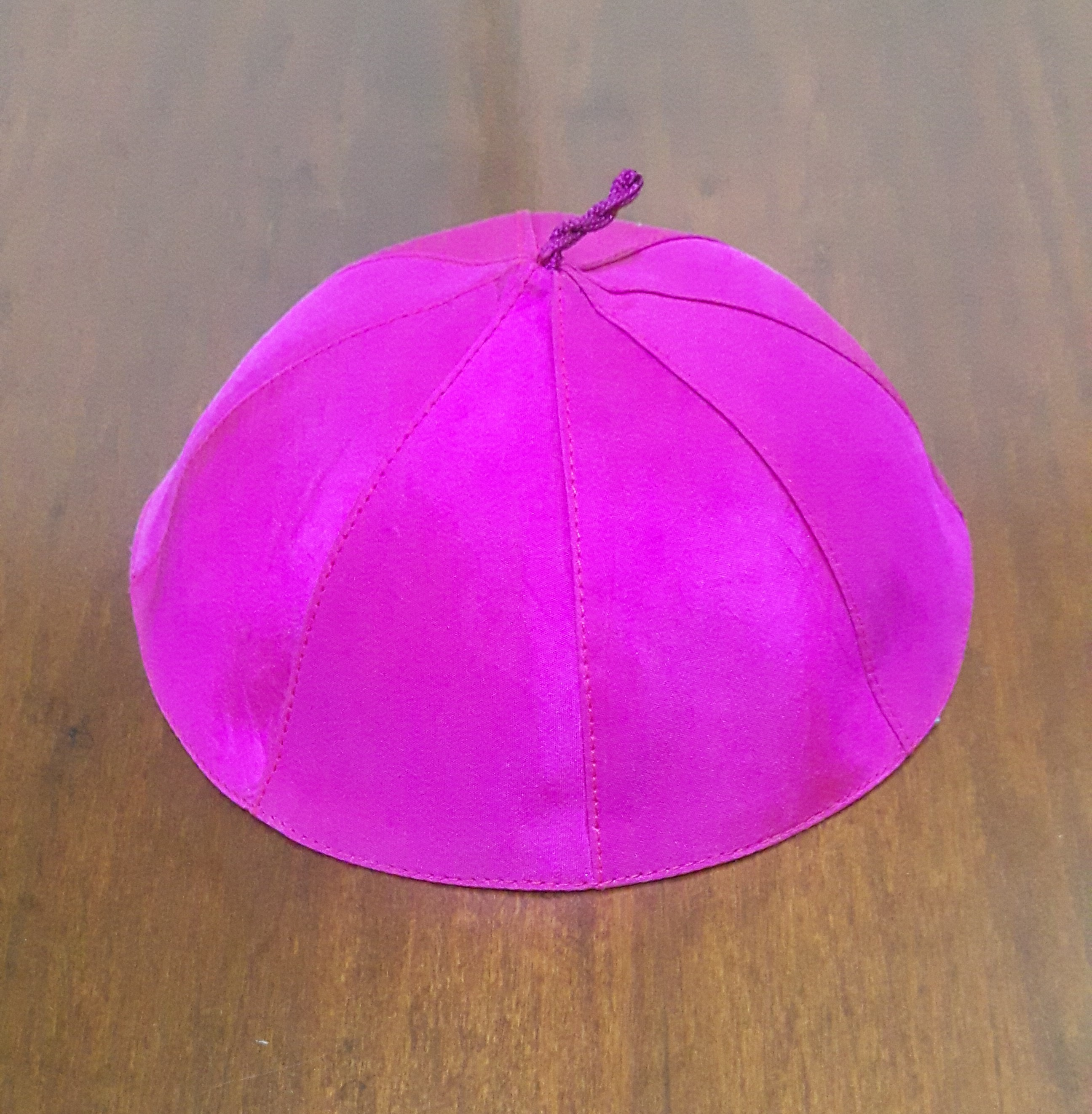
Een paarse pileolus
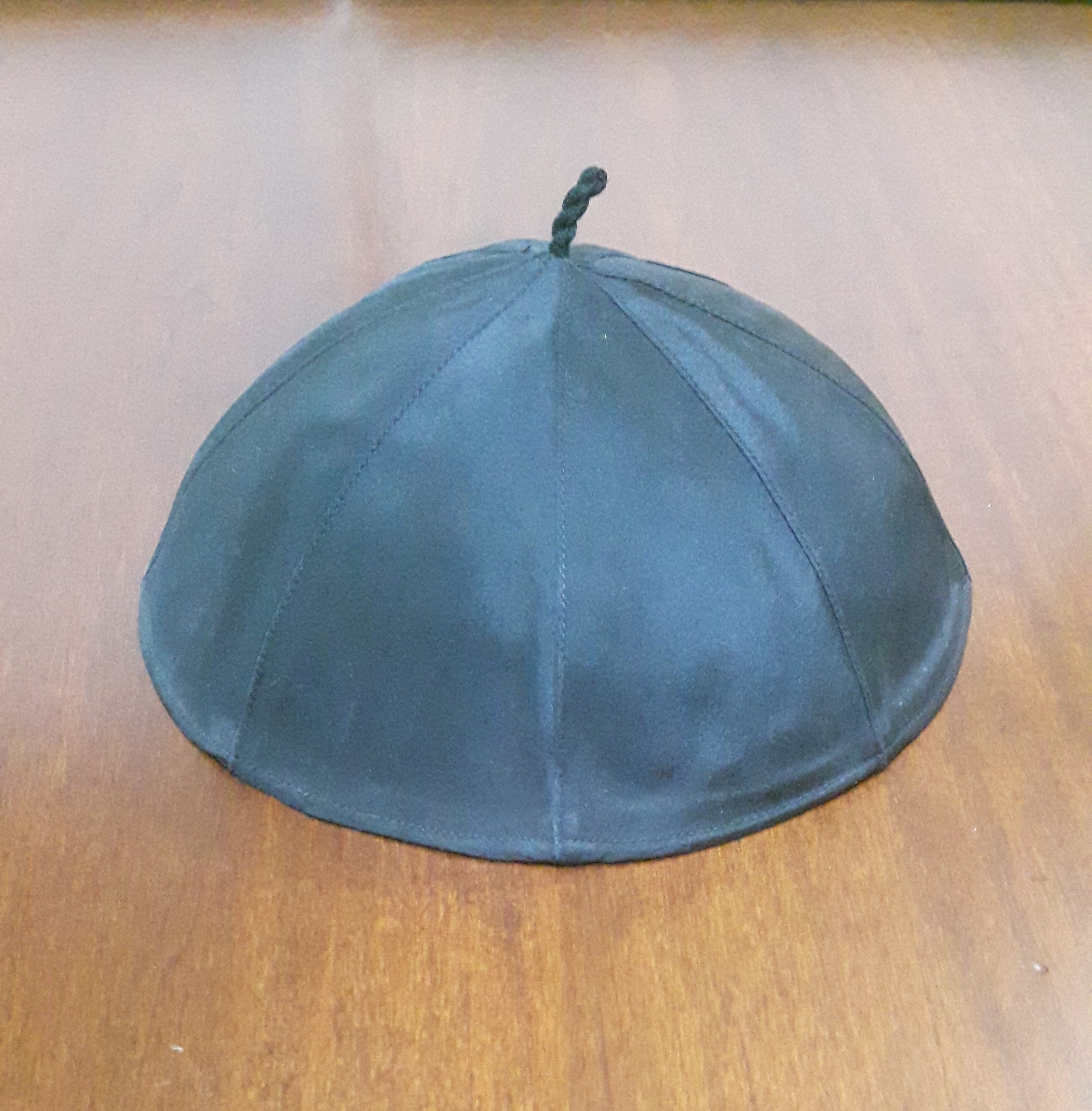
Een zwarte pileolus